# Congea
Congea, rod medićevki smješten u potporodicu Symphorematoideae. Sastoji se od 11 vrsta (i jedne notovrste) grmovitih penjačica raširenih od Indije do Indokine i zapadne Malezije.

## Opis
Grmlje, penjačice. Grančice tomentozne sa zvjezdastim i/ili jednostavnim dlakama. Lišće nasuprotno. Cime, 3-9-cvjetne, složene u metlice, cvjetna stabljika. Čaška lijevkasta ili zvonasta, 5-nazubljena, u plodu malo proširena. Vjenčić s tankom cijevi, izvana gol, u grlu dlakav, 2 usne, donja usna 3–rascjepljena, gornja usna 2–rascjepljena. Prašnika 4, didinamna, umetnuta u grlu vjenčića; prašnici subkuglasti. Ovarij objajast, vrh žljezdast, nesavršeno 2-lokularan; ovule 2 po lokuli. Stigma glavata ili kratko 2-rascjepkana. Plod obrnuto jajoliki, indehiscentan. 

## Vrste
1. Congea chinensis Moldenke
2. Congea connata H.R.Fletcher
3. Congea forbesii King & Gamble
4. Congea griffithiana Munir
5. Congea hansenii Moldenke
6. Congea pedicellata Munir
7. Congea rockii Moldenke
8. Congea siamensis H.R.Fletcher
9. Congea tomentosa Roxb., tipična vrsta
10. Congea velutina Wight
11. Congea vestita Griff.
12. Congea ×munirii Moldenke